# EndeavourOS
EndeavourOS – dystrybucja Linuksa oparta na Arch Linux. Jest następcą systemu operacyjnego Antergos, dla którego wsparcie zakończyło się w 2019 roku. Podobnie jak Antergos, zawiera graficzny instalator pozwalający na instalację środowisk graficznych: Xfce, Budgie, Cinnamon, Deepin, GNOME, I3 (menedżer okien), KDE Plasma 6, LXQt, LXDE i MATE.

## Rozwój
Kiedy zespół Antergos ogłosił zakończenie projektu 21 maja 2019 r., Bryan Poerwoatmodjo, moderator Antergos, przedstawił pomysł utrzymania społeczności na nowym forum. Pomysł spotkał się z poparciem społeczności, tego samego dnia do Bryana dołączyli Johannes Kamprad, Fernando Omiechuk Frozi i Manuel.
Fernando Omiechuk Frozi stworzył już pochodny system od Antergos o nazwie Portergos z instalatorem offline oferującym pojedyncze środowisko graficzne oparte na Xfce.
Pierwotny plan zakładał użycie instalatora sieciowego Antergos Cnchi, który oferował dziewięć środowisk graficznych do wyboru, lecz z powodu trudności technicznych zespół zdecydował się uruchomić dystrybucję tylko z instalatorem offline opartym na Portergos, by w przyszłości wprowadzić instalator sieciowy.
W ciągu tygodnia zespół przedstawił plan społeczności i zaczął rozwijać dystrybucję, witrynę WWW i forum internetowe.
Kiedy pojawiły się problemy przy uruchomieniu instalatora Antergos Cnchi, zespół zaczął szukać zamiennika, który oferowałby taką samą wygodę GUI – zastosowano instalator Calamares, ponieważ ten obsługuje również instalacją sieciową. Zespół wymyślił plan stworzenia dystrybucji, która byłaby łatwa w utrzymaniu poprzez mały rozmiar repozytorium i oferującą doświadczenie bliskie Arch Linux z wygodą instalatora GUI. Ten plan wykluczał Pamac – popularną wersję GUI dla Pacmana, menedżera pakietów dla Arch Linux.

## Pierwsze wydanie
15 lipca 2019 roku zespół EndeavourOS opublikował swój pierwszy obraz ISO. Nie spodziewano się, że duża część społeczności Antergos pójdzie za nimi, ale reakcja i liczba członków społeczności, którzy dołączyli, przekroczyła ich oczekiwania. Społeczność nie tylko dobrze przyjęła pierwszą wersję, ale kilku blogerów i vlogerów oceniało ją bardzo pozytywnie, nawet wkrótce po premierze.

## Net-install
Po uruchomieniu dystrybucji zespół EndeavourOS zaczął opracowywać instalator sieciowy do instalacji różnych środowiskach graficznych bezpośrednio przez Internet.
Wydanie instalatora sieciowego miało nastąpić po raz pierwszy 15 listopada 2019 r. Ale ostatecznie zostało opóźnione do 22 grudnia. Daje użytkownikom możliwość wyboru spośród różnych środowisk graficznych i pakietów sterowników podczas procesu instalacji. Obraz ISO obejmuje instalację offline z domyślnym środowiskiem graficznym KDE Plasma oraz opcją wyboru instalacji sieciowej podczas uruchamiania instalatora Calamares

## Magazyn „Discovery”
29 września 2019 r. EndeavourOS ogłosił, że wyda magazyn online, aby przekazać swoim użytkownikom podstawowe informacje na temat komend dla systemu Arch i poinformować ich o nowych pakietach do sprawdzenia. Magazyn ukazał się w listopadzie 2019 roku.